# Чемпионат Европы по биатлону 2022
Открытый чемпионат Европы по биатлону 2022 года (англ. IBU Open European Championships 2022) прошёл с 26 по 30 января 2022 года в горнолыжном комплексе на горе Гросер Арбер близ города Цвизель в Баварии (Германия). Биатлонный стадион расположен на высоте 980 метров над уровнем моря, а трассы находятся на самой вершине горы в зоне между высотами 1050 и 1456 м. Арбер впервые принял столь крупные соревнования. До этого в нём проводились только рядовые этапы кубка IBU. Чемпионат Европы, результаты которого входят в зачёт кубка IBU, является главным стартом сезона для спортсменов, выступающих на кубке.
В чемпионате приняли участие 36 национальных сборных, в том числе сборные США, Канады, Казахстана, Японии, Австралии, Бразилии, Аргентины и Чили. Было разыграно 8 комплектов медалей: по две в индивидуальных гонках, спринте и преследовании и по одной в смешанной и одиночной смешанной эстафете.
Телетрансляций индивидуальных гонок и спринта, как и в прошлом году, организовано не было.

## Общий медальный зачет
| Место | Страна    | 1 | 2 | 3 | Всего |
| ----- | --------- | - | - | - | ----- |
| 1     | Норвегия  | 5 | 0 | 1 | 6     |
| 2     | Россия    | 2 | 3 | 1 | 5     |
| 3     | Молдова   | 1 | 1 | 0 | 2     |
| 4     | Германия  | 0 | 3 | 5 | 8     |
| 5     | Франция   | 0 | 1 | 0 | 1     |
| 6     | Швейцария | 0 | 0 | 1 | 1     |
| Всего |           | 8 | 8 | 8 | 24    |

## Результаты гонок чемпионата
| Гонка | Мужчины | Женщины |
| --- | --- | --- |
| Индивидуальная гонка 1. 26 января 2022 (12.15 МСК) Мужчины: 20 км 2. 26 января 2022 (16.00 МСК) Женщины: 15 км  | 1. Сверре Дален Аспенес 51:32.1 (0+0+0+0) 2. Антон Бабиков +11.6 (0+0+0+0) 3. Маттиас Дорфер +1:08.9 (0+0+0+0) 4. Оскар Ломбардо +1:36.8 (0) 5. Филипп Хорн +2:02.3 (3) 6. Тарас Лесюк +2:10.0 (1) 7. Эрленн Бьёнтегор +2:18.2 (3) 8. Патрик Браунхофер +2:39.4 (2) 9. Никита Поршнев +2:41.5 (2) 10. Илья Авсеенко +2:57.5 (0) Финишный протокол | 1. Евгения Буртасова 44:22.9 (0+0+0+0) 2. Алина Стремоус +12.1 (1+0+0+0) 3. Наталья Гербулова +16.4 (0+0+0+0) 4. Виктория Сливко +21.7 (1) 5. Элиза Гаспарин +31.1 (1) 6. Янина Хеттих +1:06.5 (2) 7. Анастасия Меркушина +1:07.6 (1) 8. София Шнайдер +1:17.9 (1) 9. Беатриче Трабукки +1:26.8 (0) 10. Анастасия Егорова +1:32.6 (1) Финишный протокол |
| Спринт 1. 28 января 2022 (12.30 МСК) Мужчины: 10 км 2. 28 января 2022 (16.00 МСК) Женщины: 7,5 км               | 1. Эрленн Бьёнтегор 26:39.4 (0+0) 2. Никита Поршнев +20.6 (0+0) 3. Лукас Фратцшер +22.9 (0+1) 4. Пётр Пащенко +23.4 (0+1) 5. Юстус Штрелов +43.6 (1+0) 6. Эмильен Клод +45.0 (0+0) 7. Сверре Дален Аспенес +45.6 (2+0) 8. Ховард Богетвейт +47.4 (2+0) 9. Йоханнес Дале +48.0 (2+0) 10. Симон Халльстрём +53.8 (0+0) Финишный протокол            | 1. Рагнхильд Фемстейневик 21:52.7 (0+0) 2. Франциска Хильдебранд +3.7 (0+0) 3. Янина Хеттих +25.9 (0+1) 4. Алина Стремоус +33.5 (0+1) 5. Лу Жанмонно +37.2 (0+0) 6. Ирина Кручинкина +39.4 (1+0) 7. Юлия Журавок +39.8 (0+0) 8. Наталья Гербулова +40.1 (1+0) 9. Беатриче Трабукки +44.1 (0+0) 10. Каролин Эрдаль +47.2 (0+1) Финишный протокол         |
| Гонка преследования 1. 29 января 2022 (12.30 МСК) Мужчины: 12,5 км 2. 29 января 2022 (15.30 МСК) Женщины: 10 км | 1. Сверре Дален Аспенес 34:02.1 (1+0+1+1) 2. Пётр Пащенко +38.1 (1+2+0+2) 3. Лукас Фратцшер +53.0 (1+1+4+0) 4. Эрленн Бьёнтегор +1:04.7 (6) 5. Йоханнес Дале +1:14.5 (6) 6. Ховард Богетвейт +1:17.9 (5) 7. Никита Поршнев +1:35.6 (5) 8. Юстус Штрелов +1:36.1 (5) 9. Эмильен Клод +1:36.5 (5) 10. Дмитрий Шамаев +2:05.9 (1) Финишный протокол  | 1. Алина Стремоус 30:39.2 (0+1+2+1) 2. Янина Хеттих +17.7 (0+1+1+3) 3. Дженни Энодд +26.8 (0+0+2+2) 4. Элиза Гаспарин +48.3 (3) 5. Лариса Куклина +1:32.6 (5) 6. Юни Арнеклейв +1:46.1 (5) 7. Рагнхильд Фемстейневик +2:03.4 (8) 8. Наталия Томашевская +2:11.8 (2) 9. Марен Баккен+2:25.7 (4) 10. Беатриче Трабукки +2:37.5 (6) Финишный протокол      |
| Смешанная эстафета 1. 30 января 2022 (12.30 МСК) Мужчины + Женщины: 4х7,5 км                                    | 1. Норвегия 1:17:44.9 (2+11) (Эрленн Бьёнтегор, Йоханнес Дале, Дженни Энодд, Рагнхильд Фемстейневик) 2. Германия +18.6 (2+13) (Лукас Фратцшер, Филипп Хорн, Янина Хеттих, София Шнайдер) 3. Швейцария +4:53.7 (5+18) (Серафин Вистнер, Мартин Егер, Элиза Гаспарин, Аита Гаспарин) Финишный протокол                                              | 1. Норвегия 1:17:44.9 (2+11) (Эрленн Бьёнтегор, Йоханнес Дале, Дженни Энодд, Рагнхильд Фемстейневик) 2. Германия +18.6 (2+13) (Лукас Фратцшер, Филипп Хорн, Янина Хеттих, София Шнайдер) 3. Швейцария +4:53.7 (5+18) (Серафин Вистнер, Мартин Егер, Элиза Гаспарин, Аита Гаспарин) Финишный протокол                                                    |
| Одиночная смешанная эстафета 1. 30 января 2022 (15.30 МСК) Мужчины + Женщины: 6 + 7,5 км                        | 1. Россия 39:10.5 (1+7) (Антон Бабиков, Евгения Буртасова) 2. Франция +1:01.4 (4+10) (Эмильен Клод, Лу Жанмонно) 3. Германия +1:34.1 (3+14) (Юстус Штрелов, Франциска Хильдебранд) Финишный протокол | 1. Россия 39:10.5 (1+7) (Антон Бабиков, Евгения Буртасова) 2. Франция +1:01.4 (4+10) (Эмильен Клод, Лу Жанмонно) 3. Германия +1:34.1 (3+14) (Юстус Штрелов, Франциска Хильдебранд) Финишный протокол |